# Pískavice modrá
Pískavice modrá (Trigonella caerulea) (gruzínsky ულუმბო, უცხო სუნელი ulumbo, utskho suneli) je jednoletá bylina z čeledi bobovité.

## Popis
Dosahuje výšky 30–60 cm. Listy jsou obvejčité nebo kopinaté, 2–5 cm dlouhé, 1–2 cm široké a pilovité v horní části. Stopky jsou kompaktní, kulovité hrozny jsou delší než listy. Kališní lístky jsou dvakrát kratší než okvětí. Okvětí je 5,5–6,5 mm dlouhé a modré. Lusky jsou vztyčené nebo mírně zakřivené, 4–5 mm dlouhé, zobanité. Semena jsou malá a podlouhlá. Kvete v dubnu až květnu, semena dozrávají v květnu a červnu. Je samosprašná.

## Použití
Pískavice modrá se hojně používá v gruzínské kuchyni, kde je známa jako utskho suneli. Je jednou ze složek gruzínské směsi koření khmeli suneli. Používají se semena, lusky i listy. Vůně a chuť jsou podobné běžné pískavici řeckému senu, ale mírnější. Ve Švýcarsku se používá k aromatizaci tradičního sýra schabziger.